# بوب سبنسر
بوب سبنسر (بالإنجليزية: Bob Spencer)‏ هو عازف قيثارة أسترالي، ولد في 5 سبتمبر 1957.

## وصلات خارجية
- بوب سبنسر على موقع ميوزك برينز (الإنجليزية)
- بوب سبنسر على موقع ديسكوغز (الإنجليزية)